# Агишев, Рустам Константинович
Руста́м Константи́нович Агишев (13 [26] июня 1913 — 13 августа 1976) — советский писатель; фронтовой корреспондент.

## Биография
Родился в деревне Старое Тимошкино (ныне рабочий посёлок Старотимошкино Барышского района Ульяновской области) в семье служащего суконной фабрики. В 1921 году семья переехала в Среднюю Азию, где он окончил школу, а затем непродолжительное время работал инспектором сберкассы. С 1932 года работал журналистом в Узбекистане, Казахстане, а с 1936 — в Комсомольске-на-Амуре, где работал корреспондентом городской газеты «Амурский ударник» и был активным членом литературного объединения при газете.
В годы Великой Отечественной войны работал военным журналистом, сотрудничал в армейской и фронтовой печати. В 1942 году вступил в КПСС. Начав войну рядовым, окончил её в звании капитана. Награждён орденом Красной Звезды и медалями.
После войны работал в газете Забайкальско-Амурского военного округа. Был ответственным секретарем журнала «Дальний Восток». Член Союза писателей СССР с 1954 года. Много ездил по Приамурью и Приморью, побывал на Камчатке и Сахалине, что дало ему материал для множества очерков, статей, литературных и театральных рецензий. Последние годы жизни провёл в городе Калинине.

### Семья
- Жена — Серафима Клавдиевна Плисецкая.
- Дочь — Лилиана Рустамовна Проскурина (творческий псевдоним Анна Гвоздева; 1935—2011), советская и российская журналистка, мемуаристка. Жена советского писателя Петра Проскурина. Автор мемуаров «Вселенная летит со скоростью любви» (2011). Похоронена рядом с мужем на Центральном кладбище Брянска.

## Литературное творчество
В первой своей повести «Дед Пермяк» (журнал «На рубеже», 1940) рассказал о том, как с помощью молодых строителей Комсомольска-на-Амуре обретает новые пути в жизни старый амурский садовод (в переработанном издании 1948 года повесть называлась «Даурская роза»).
В 1947 году опубликовал повесть «Оуэнга», посвящённую жизни нанайского народа.
В роман «Зеленая книга» (1954) вновь вернулся к теме садоводства, описывая в нём деятельность мичуринцев Дальнего Востока.
Является также автором пьесы «Северная легенда» (в соавторстве с С. Плисецкой), книг очерков: «В долине Буреи» (1950), «Неутомимый искатель» (1951), «Создатель дальневосточных яблонь» (1951) и т. д.
Роман «Луна в ущельях» (1967) посвящён трудовым подвигам советских геологов, истории открытия и промышленного освоения богатого месторождения фосфоритов на Дальнем Востоке.
Любителям фантастики известен также своим единственным фантастическим рассказом «Руэлла» (1963; в дополненном виде 1968).
В последние годы работал над новым романом «Естествоиспытатели».

## Публикации
- Агишев Р. Амурские повести. — Хабаровск: Дальгиз, 1948. — 308 с.
- Агишев Р. К. В долине Бурей: очерки. — Хабаровск: Дальгиз, 1950. — 120 с.
- Агишев Р. К. Советский Дальний Восток в художественной литературе: библиогр. указ. — Хабаровск, 1950. — 123 с.
  - . — 2-е изд., доп. — Хабаровск: Кн. изд-во, 1957. — 206 с.
- Агишев Р. К. Жизнь народов Дальнего Востока в творчестве советских писателей. — Хабаровск, 1951. — 27 с.
- Агишев Р. К. Неутомимый искатель: [В. А. Золотницкий]. — Хабаровск: Дальгиз, 1951. — 40 с.
  - Страницы одной беспокойной жизни: очерк о селекционере В. А. Золотницком. — М.: Сов. Россия, 1963. — 64 с.
- Агишев Р. К. Создатель дальневосточных яблонь: [А. В. Болоняев]. — Хабаровск: Дальгиз, 1951. — 39 с.
- Агишев Р. Зеленая книга [о А. М. Лукашове]. — Хабаровск: Хабаровское кн. изд-во, 1954. — 504 с.
  - . — М.: Советский писатель, 1956. — 500 с.
  - . — 2-е изд. — Хабаровск: Кн. изд-во, 1959. — 368 с.
  - . — Хабаровск: Кн. изд-во, 1964. — 374 с.
- Агишев Р. К. Оуэнга: повесть. — Хабаровск: Кн. изд-во, 1956. — 56 с.
- Агишев Р. К. Сын тайги: повесть. — Южно-Сахалинск: Сахалин. кн. изд-во, 1961. — 55 с.
- Агишев Р. К. Луна в ущельях. — М.: Советская Россия, 1967. — 221 с.
- Агишев Р. К. Сын тайги : повесть / худ. В. Макеев. — М.: Детская литература, 1968. — 71 с.
- Агишев Р. К. Бей, барабан!: [Повесть и рассказы]. — Тула: Приокское кн. изд-во, 1968. — 142 с. — 30 000 экз.
- Агишев Р. К. Руэлла: Рассказы / Рис. И. Михайлика. — М.: Воениздат, 1968. — 48 с. — 30 000 экз.
- Агишев Р. К., Плисецкая С. К. Сказание о любви: драм. поэма. — Улан-Удэ: Бурят. кн. изд-во, 1970. — 81 с.
- Агишев Р. К. Возвращение: повести. — Тула: Приокское кн. изд-во, 1972. — 176 с.
- Агишев Р. К. Луна в ущельях. — М.: Современник, 1974. — 190 с. — 100 000 экз.

Более полную библиография см. здесь.